# POCHETTE
『POCHETTE TOMOYO 1983-84』（ポシェット・ともよ 1983-84）は、原田知世のベスト・セレクションアルバム。1986年11月1日にEASTWORLD/東芝EMIよりリリースされた。

## 概要
サブ・タイトルにあるように、1983年から1984年にかけて発売されたシングル曲を中心に選曲されている。ファーストアルバム『バースデイ・アルバム』収録曲に、5枚目のシングル「愛情物語」のA・B面曲を追加収録し、曲順を再構成した企画アルバムとなっている。
本作は1986年のリリース以降再発売はされていなかったが、2017年8月23日に『バースデイ・アルバム+』［SHM-CD］（『バースデイ・アルバム』にカラオケなどのボーナス・トラックを追加収録したアルバム）がリリースされた際に全曲が収録された。

## 批評
音楽情報サイトCDジャーナルのレビューでは、「東芝時代のミニ・アルバムに「愛情物語」のシングルAB面を加えた編集もの。とはいえ、少女の一番壊れやすく美しい一時期が結晶化しているような一枚なのだ。技術的なことなど問題にするのもはばかられる奇跡の名作と言ったら言いすぎだろうか。」と評されている。

## 収録曲

### LP

#### Side A
1. 時をかける少女（3:54）
作詞・作曲: 松任谷由実 / 編曲: 新川博
  - 3枚目のシングルA面曲の新アレンジバージョン。
2. 守ってあげたい（4:18）
作詞・作曲: 松任谷由実 / 編曲: 松任谷正隆
  - 「ダンデライオン〜遅咲きのたんぽぽ」のB面曲。
3. ずっとそばに（4:32）
作詞・作曲: 松任谷由実 / 編曲: 新川博
  - 「時をかける少女」のB面曲の新アレンジバージョン。
4. 地下鉄のザジ（Zazie dans le metro）（3:18）
作詞・作曲: 大貫妙子 / 編曲: 清水信之
  - 原田主演の映画『愛情物語』オリジナル・サウンドトラック収録曲。

#### Side B
1. 愛情物語（3:38）
作詞: 康珍化 / 作曲: 林哲司 / 編曲: 萩田光雄
  - 5枚目のシングルA面曲。映画『愛情物語』主題歌。
2. ダンデライオン〜遅咲きのたんぽぽ（4:07）
作詞・作曲: 松任谷由実 / 編曲: 松任谷正隆
  - 4枚目のシングルA面曲。
3. CURTAIN CALL（4:10）
作詞: 売野雅勇 / 作曲: 後藤次利 / 編曲: 佐藤準
  - 「愛情物語」のB面曲。映画『愛情物語』挿入歌。

### CD
1. 時をかける少女
2. 守ってあげたい
3. ずっとそばに
4. 地下鉄のザジ（Zazie dans le metro）
5. 愛情物語
6. ダンデライオン〜遅咲きのたんぽぽ
7. CURTAIN CALL